# Comarcas da Comunidade Valenciana
A estruturação comarcal da Comunidade Valenciana (Espanha) está contemplada em seu Estatuto de Autonomia mas, apesar de que se fizeram numerosas propostas a petição da Generalidade Valenciana, não se aprovou uma lei de comarcalização por parte dos governos autonômicos que se sucederam a partir de Joan Lerma, Presidente em 1987; pelo que oficialmente se seguem usando as denominações que fizeram as bacias hidrográficas, em 1938.
Em 1987, como consequência do Decreto do Governo Valenciano núm. 170 de 28 de outubro de 1985, se publicou uma proposta oficial de Demarcações Territoriais Homologadas (DTH) de três graus, na que não se utiliza em nenhum momento a denominação de "comarca". Em dita proposta, as delimitações das DTH de primeiro grau coincidem em grande parte com o que se conhecem como comarcas, enquanto as DTH de segundo grau são agrupamentos das mesmas, e as de terceiro grau são as províncias. A consequência prática dessas demarcações, por enquanto, se limitou como referência para a descentralização administrativa dos diferentes serviços prestados pela Generalidade, como a educação, a previdência, ou a agricultura.
Não obstante, ainda que o mesmo decreto contempla uma eventual "incidência territorial" destas DTH, isto é, que tenham órgãos políticos ou administrativos de nível comarcal desde onde os municípios compartilham suas concorrências, como por exemplo em Catalunha com os Consells Comarcals (Conselhos Comarcaies), ainda não se aprovou uma disposição legal para isso. Pelo contrário, as concorrências compartilhadas entre diversos municípios atualmente estão a articular-se mediante outra figura administrativa, a mancomunidade, podendo-se superar as delimitações comarcaies atuais ainda que não as provinciais.

## Comarcas
|                                      | \| Comarca \| População \| Extensão \| Densidade \| \| ------------------------------------ \| --------- \| --------- \| --------- \| \| Alcalatén \| 17.226 \| 603 \| 28,55 \| \| Alto Maestrazgo (Alt Maestrat) \| 7.846 \| 662,90 \| 12,01 \| \| Alto Mijares \| 4.386 \| 667,40 \| 6,77 \| \| Alto Palancia \| 24.732 \| 964,90 \| 25'63 \| \| Alto Vinalopó (Alt Vinalopó) \| 52.899 \| 645,00 \| 78,52 \| \| Baixo Maestrazgo (Baix Maestrat) \| 80.334 \| 1.221,40 \| 65,79 \| \| Baixo Vinalopó (Baix Vinalopó) \| 279.815 \| 489,20 \| 572,3 \| \| Campo de Alicante (Alacantí) \| 455.292 \| 673,57 \| 675,9 \| \| Campo de Morvedre (Camp de Morvedre) \| 85.355 \| 271,10 \| 308,47 \| \| Campo de Turia (Camp de Túria) \| 135.373 \| 814,90 \| 164,28 \| \| Canal de Navarrés \| 17.691 \| 709,30 \| 24,94 \| \| Condado de Cocentaina (Comtat) \| 27.854 \| 376,40 \| 73,98 \| \| Costera \| 72.089 \| 528,10 \| 136,50 \| \| Huerta Norte (Horta Nord) \| 209.519 \| 140,40 \| 1.492,30 \| \| Huerta Oeste (Horta Oest) \| 331.698 \| 187,30 \| 1.770,94 \| \| Huerta Sur (Horta Sud) \| 163.253 \| 165,70 \| 982,97 \| \| Hoya de Alcoy (L'Alcoià) \| 110.877 \| 539,70 \| 205,44 \| \| Hoya de Buñol \| 39.768 \| 817,30 \| 48'65 \| \| Marinha Alta \| 188.567 \| 759,30 \| 248,34 \| \| Marinha Baixa (Marinha Baixa) \| 179.546 \| 578,80 \| 310,20 \| \| Plana Alta \| 248.098 \| 957,30 \| 259,19 \| \| Plana Baixa (Plana Baixa) \| 185.986 \| 605,20 \| 307,41 \| \| Requena-Utiel \| 39.386 \| 1.725,90 \| 22,82 \| \| Os Portos de Morella (Els Ports) \| 5.262 \| 903,90 \| 5,82 \| \| Ribera Alta \| 216.211 \| 1011,50 \| 213,75 \| \| Ribera Baixa (Ribera Baixa) \| 80.360 \| 280,36 \| 286,63 \| \| Rincão de Ademuz \| 2.605 \| 370,10 \| 7'03 \| \| Safor \| 176.238 \| 429,60 \| 410,23 \| \| Os Serranos \| 17.936 \| 1.400,10 \| 12,76 \| \| Valencia (Valencia) \| 797.654 \| 134,60 \| 5.923,91 \| \| Vale de Albaida (Vall d'Albaida) \| 90.783 \| 721,60 \| 125,80 \| \| Vale de Ayora \| 10.566 \| 1.141,20 \| 9,25 \| \| Vega Baixa do Segura \| 361.292 \| 957,30 \| 377,40 \| \| Vinalopó Médio (Vinalopó Mitjà) \| 168.532 \| 798,60 \| 211,03 \| \| Total \| 4.885.029 \| 23.253,30 \| 210,07 \| |           |           |
| Comarca                              | População | Extensão  | Densidade |
| Alcalatén                            | 17.226 | 603       | 28,55     |
| Alto Maestrazgo (Alt Maestrat)       | 7.846 | 662,90    | 12,01     |
| Alto Mijares                         | 4.386 | 667,40    | 6,77      |
| Alto Palancia                        | 24.732 | 964,90    | 25'63     |
| Alto Vinalopó (Alt Vinalopó)         | 52.899 | 645,00    | 78,52     |
| Baixo Maestrazgo (Baix Maestrat)     | 80.334 | 1.221,40  | 65,79     |
| Baixo Vinalopó (Baix Vinalopó)       | 279.815 | 489,20    | 572,3     |
| Campo de Alicante (Alacantí)         | 455.292 | 673,57    | 675,9     |
| Campo de Morvedre (Camp de Morvedre) | 85.355 | 271,10    | 308,47    |
| Campo de Turia (Camp de Túria)       | 135.373 | 814,90    | 164,28    |
| Canal de Navarrés                    | 17.691 | 709,30    | 24,94     |
| Condado de Cocentaina (Comtat)       | 27.854 | 376,40    | 73,98     |
| Costera                              | 72.089 | 528,10    | 136,50    |
| Huerta Norte (Horta Nord)            | 209.519 | 140,40    | 1.492,30  |
| Huerta Oeste (Horta Oest)            | 331.698 | 187,30    | 1.770,94  |
| Huerta Sur (Horta Sud)               | 163.253 | 165,70    | 982,97    |
| Hoya de Alcoy (L'Alcoià)             | 110.877 | 539,70    | 205,44    |
| Hoya de Buñol                        | 39.768 | 817,30    | 48'65     |
| Marinha Alta                         | 188.567 | 759,30    | 248,34    |
| Marinha Baixa (Marinha Baixa)        | 179.546 | 578,80    | 310,20    |
| Plana Alta                           | 248.098 | 957,30    | 259,19    |
| Plana Baixa (Plana Baixa)            | 185.986 | 605,20    | 307,41    |
| Requena-Utiel                        | 39.386 | 1.725,90  | 22,82     |
| Os Portos de Morella (Els Ports)     | 5.262 | 903,90    | 5,82      |
| Ribera Alta                          | 216.211 | 1011,50   | 213,75    |
| Ribera Baixa (Ribera Baixa)          | 80.360 | 280,36    | 286,63    |
| Rincão de Ademuz                     | 2.605 | 370,10    | 7'03      |
| Safor                                | 176.238 | 429,60    | 410,23    |
| Os Serranos                          | 17.936 | 1.400,10  | 12,76     |
| Valencia (Valencia)                  | 797.654 | 134,60    | 5.923,91  |
| Vale de Albaida (Vall d'Albaida)     | 90.783 | 721,60    | 125,80    |
| Vale de Ayora                        | 10.566 | 1.141,20  | 9,25      |
| Vega Baixa do Segura                 | 361.292 | 957,30    | 377,40    |
| Vinalopó Médio (Vinalopó Mitjà)      | 168.532 | 798,60    | 211,03    |
| Total                                | 4.885.029 | 23.253,30 | 210,07    |